# David Trueba
Pour les articles homonymes, voir Trueba.
David Trueba (né le 10 septembre 1969 à Madrid, en Espagne) est un écrivain et journaliste espagnol contemporain, romancier, scénariste et également réalisateur.

## Biographie
Il fait ses études supérieures en sciences de l'information et de la communication à l'université complutense de Madrid.
Journaliste de formation, il est le frère du producteur et réalisateur Fernando Trueba.
Il dirige notamment le projet 40 años de El País en el cine, auquel collabore notamment l'écrivaine Valeria Vegas. 
Réalisateur et scénariste, il est surtout connu pour sa comédie dramatique intitulée Vivir es fácil con los ojos cerrados (2013), un film qui remporte six prix Goya à la 28e cérémonie des Goyas : meilleur film, meilleur réalisateur (David Trueba), meilleur acteur (Javier Cámara), meilleur espoir féminin (Natalia de Molina), meilleur scénario original (David Trueba) et meilleure musique originale (Pat Metheny).
Comme écrivain, il est lauréat du Premio de la Crítica de narrativa castellana 2008 pour son roman Savoir perdre (Saber perdre).
En 2019, il devient le parrain de la promotion de la section Bachibac du Lycée Général Blanche de Castilleà Nantes.
En 2023, il réalise le film Saben aquell, biopic qui évoque la vie du comédien catalan Eugenio et de la chanteuse espagnole Conchita Alcaide Rodríguez.

## Filmographie

### Réalisateur
- 1996 : La buena vida
- 2000 : Obra maestra
- 2003 : Soldados de Salamina
- 2004 : Supone Fonollosa (vidéo)
- 2004 : ¡Hay motivo!
- 2006 : Bienvenido a casa
- 2006 : La Silla de Fernando, coréalisé avec Luis Alegre (documentaire)
- 2013 : Vivir es fácil con los ojos cerrados
- 2016 : Salir de casa (documentaire)
- 2018 : Casi 40
- 2020 : A este lado del mundo
- 2023 : Saben aquell

### Scénariste
- 1991 : Quiero que sea él, de Mónica Laguna
- 1992 : En homenaje a Rafael Alberti, de Rosa León (TV)
- 1992 : Amo tu cama rica, d'Emilio Martínez Lázaro
- 1994 : Los peores años de nuestra vida, d'Emilio Martínez Lázaro
- 1995 : IX premios Goya, de Manuel Huerga (TV)
- 1995 : Trop, c'est trop (Two Much), de Fernando Trueba
- 1996 : La Buena vida, de David Trueba
- 1997 : Perdita Durango, d'Álex de la Iglesia
- 1998 : La Fille de tes rêves (La Niña de tus ojos), de Fernando Trueba
- 2000 : Vengo, de Tony Gatlif
- 2000 : Obra maestra, de David Trueba
- 2002 : Balseros, de Carlos Bosch et Josep Maria Domènech
- 2003 : Soldados de Salamina, de David Trueba
- 2006 : Bienvenido a casa, de David Trueba
- 2006 : La Silla de Fernando, de Luis Alegre et David Trueba (documentaire)
- 2018 : Casi 40
- 2020 : L'Oubli que nous serons (El olvido que seremos) de Fernando Trueba

## Distinctions
- Nomination au Prix Goya du meilleur scénario original en 1995 pour Los Peores años de nuestra vida
- Nomination au Prix Goya du meilleur réalisateur débutant et meilleur scénario original en 1997 pour La Buena vida
- Prix spécial du jury et nomination au Globe de cristal, lors du Festival international du film de Karlovy Vary 1997 pour La Buena vida
- Festival international des jeunes réalisateurs de Saint-Jean-de-Luz : Chistera du meilleur réalisateur pour La Buena vida
- Nomination au prix du meilleur film, lors du Festival du film de Bogota 2003 pour Soldados de Salamina
- Prix du meilleur scénario, lors du Festival international du film de Copenhague 2003 pour Soldados de Salamina
- Prix du meilleur montage et nomination au prix du meilleur réalisateur et meilleur scénario, lors des Cinema Writers Circle Awards 2004 pour Soldados de Salamina
- Nomination au Prix Goya du meilleur réalisateur et meilleur scénario adapté en 2004 pour Soldados de Salamina
- Prix Turia du meilleur film espagnol en 2004 pour Soldados de Salamina
- Nomination au Prix Goya du meilleur documentaire en 2007 pour La Silla de Fernando
- "Cigale d'Or" du 5e Ciné-Festival pour Tous 2007
- Goyas 2014 : Meilleur réalisateur et Meilleur scénario original pour Vivir es fácil con los ojos cerrados

## Œuvre littéraire

### Romans
- Abierto toda la noche (1995) Publié en français sous le titre Ouvert toute la nuit, traduit par Thomas Gomez et Christina Gallardo, Paris, Hachette Littérature, 1998 (ISBN 2-01-235320-7)
- Cuatro amigos (1999) Publié en français sous le titre Quatre garçons dans un van, traduit par Bernard Cohen, Paris, Pauvert, 2002 (ISBN 2-720-21432-9)
- Saber perder (2008) Publié en français sous le titre Savoir perdre, traduit par Anne Plantagenet, Paris, Flammarion, 2010 (ISBN 978-2-08-122280-9) ; réédition, Paris, J'ai lu, no 10122, 2012  (ISBN 978-2-290-05523-6)
- Madrid, 1987 (2013)
- Blitz (2015) Publié en français sous le titre Blitz, traduit par Anne Plantagenet, Paris, Flammarion, 2016 (ISBN 978-2-08-137776-9)
- Tierra de campos (2017) Publié en français sous le titre Bientôt viendront les jours sans toi, traduit par Anne Plantagenet, Paris, Flammarion, 2018 (ISBN 978-2-08-142129-5)

### Autres publications
- Diálogos de Salamina: un paseo por el cine y la literatura (2003), en collaborations avec Javier Cercas, Luis Alegre Saz et David Airob
- Érase una vez, antología de artículos (2013)
- Vivir es fácil con los ojos cerrados (2013)